# Dolmen von Bilgroix
Der Dolmen von Bilgroix ist ein Galeriegrab aus Trockenmauerwerk (französisch Pierre sèche) bei Port Navalo an der äußersten Westspitze der Rhuys-Halbinsel im Département Morbihan in der Bretagne in Frankreich. Er wurde zwischen 2900 und 2500 v. Chr. und damit später als viele Megalithanlagen der Region, strandnah erbaut. Die Bauweise ist für die Bretagne untypisch, aber im Midi verbreitet. Dabei ist Dolmen in Frankreich der Oberbegriff für Megalithanlagen aller Art.
Die Unterstützung der Deckenplatten, die ansonsten nur durch monolithische Tragsteine gebildet wird, erfolgt hier durch breite abgestufte Wände aus Trockenmauerwerk. Mit Ausnahme einer Platte in der Mitte der Galerie fehlen alle Deckenplatten. Eine Pfostengrube bezeugt die Existenz von die Mauern ergänzenden Holzbauten. Der Zugang war mit einer kleinen leicht entfernbaren Steinplatte verschlossen. Der Kammerboden war mit Platten belegt. Die Archäologen fanden Keramikscherben und Klingen aus Feuerstein. Die Nutzung als Kultplatz wird durch die Anwesenheit von Getreidemühlen und Behältern für Lebensmittel nahegelegt.
Der „Bilgroix Point Menhir“ ist kein echter, sondern in der Moderne aufgestellter Stein und steht in der Nähe.